# Per Kaufeldt
Per Kaufeldt est un footballeur et entraîneur suédois né le 1er août 1902 à Stockholm et mort le 21 mars 1956 dans la même ville. Il était attaquant. Notamment, il a joué une saison à Montpellier en 1925.